# Antonio Suárez (1923-2013)
Ne pas confondre avec Antonio Suárez (1932-1981), coureur cycliste espagnol.
Antonio Suárez, né le 26 janvier 1923 à Gijón et mort le 21 octobre 2013, est un peintre espagnol.

## Biographie
À Gijón, où il naît le 26 janvier 1923, il devient dessinateur et commence à travailler dans l'atelier d'architecture d'Antonio Álvarez-Hevia, où il coïncide avec Joaquín Rubio Camín, avec qui il partage un atelier avant de déménager à Madrid. Dans ces années-là, il fréquente régulièrement Valle y Piñole, de qui il dit avoir tout appris, et en 1948 il part pour Madrid, où deux ans plus tard il présente sa première exposition abstraite. 
Il vient travailler à Paris entre 1950 et 1953. À partir de 1956, il se définit dans une abstraction à caractère informel, d'où un important travail sur les pâtes, des intégrations de poudres métalliques, des effets de clair-obscur, une tendance à la monochromie au profit de la texture.
Tout au long de sa carrière, il représente l'Espagne dans diverses biennales internationales. En 1963, il a une exposition individuelle à New York et en 1974, le Luarca Painting Contest lui rend hommage. Il participe aux deux premières Biennales d'art de la ville d'Oviedo (1976 et 1979) et, en 1982, le Musée des Beaux-Arts des Asturies réalise une exposition de son œuvre, complétée par l'anthologie 1994 du Palais Revillagigedo à Gijón.
Il meurt le 21 octobre 2013.